# لاكومازيس
لاكومازيس (باللاتينية: Lacumaces) كان ملكًا من الماسيل في وقت الحرب البونيقية الثانية.

## سيرة شخصية
لاكومازيس هو الابن الأصغر لاولزاسن وأخ كابوسا. تم وضعه في وقت مبكر جدًا على عرش ماسيليا بواسطة ميزتول، الذي خلع كابوسا من عرشه، و جعل لاكومازيس وصيا على المملكة. بمجرد عودة ماسينيسا إلى إفريقيا، هرب لاكومازيس ولجأ إلى بلاط سيفاكس ليطلب منه المساعدة. ولكن قبل أن يصل إلى الوجهة، هاجمه ماسينيسا، ونجا بصعوبة من القبض عليه. حصل على القوات المساعدة من سيفاكس، والتي انضم معها إلى معلمه ميزتول، وواجه ماسينيسا، لكن كلا الجيشين هُزِما. هرب لاكومازيس وميزتول ولجاوا إلى قصر سيفاكس. شجعه ماسينيسا على العودة وتم استقباله في البلاط الماسيلي معززا مكرما بسبب دمه الملكي الذي يسري في عروقه. علما أن ميزتول تزوج بأرملة أولزاسن. ظن المؤرخون أن لاكومازيس هو ابن هذه الاخيرة.[بحاجة لمصدر]